# Veronica sessiliflora
Veronica sessiliflora är en grobladsväxtart som beskrevs av Aleksandr Andrejevitj Bunge. Veronica sessiliflora ingår i släktet veronikor, och familjen grobladsväxter. Inga underarter finns listade i Catalogue of Life.